# Digital Curation Centre
Il Digital Curation Centre (DCC) è un centro istituito per affrontare le sfide della preservazione digitale e della curatela digitale, e per fornire assistenza e coordinamento in questo campo a vantaggio delle istituzioni di istruzione superiore nel Regno Unito.

## Obiettivo
Scienziati, ricercatori e studenti di tutto il Regno Unito generano, sempre di più, grandi quantità di dati digitali e ingenti investimenti sono dedicati alla digitalizzazione e all'acquisto di informazioni e contenuti digitali. I risultati scientifici e il patrimonio documentario creati in forma digitale sono a rischio di obsolescenza, dovuto soprattutto alla fragilità dei media digitali e alla mancanza di buone pratiche, come, ad esempio, un'adeguata documentazione per i dati.
Il DDC si propone di affrontare questi problemi e di "[...] fornire uno sguardo nazionale sulla ricerca inerente alle tematiche relative alla cura e all'esperienza nei processi di archiviazione, preservazione e gestione digitale".

## Attività
Il DDC, in collaborazione con altri professionisti, supporta le istituzioni del Regno Unito che archiviano, gestiscono e conservano dati digitali per aiutare ad assicurarne un progressivo incremento e un loro utilizzo a lungo termine. Il DCC provvede a fornire, inoltre, uno sguardo a livello nazionale sulla ricerca e sullo sviluppo riguardo delle questioni relative alla cura digitale e per promuovere le competenze e le buone pratiche, sia nazionali sia internazionali, per la gestione di tutti i risultati della ricerca in formato digitale. 
Tra le varie attività il DDC fornisce informazioni sugli strumenti di conservazione e su tutte le parti del ciclo vita della curatela digitale. Il Centro fornisce formazione sugli strumenti online che permettono la creazione e la gestione dei dati di ricerca, come il Data Management Planning,
Il DDC coordina regolarmente eventi che sono espressione dei differenti aspetti della sua missione. Ad esempio, la IDCC (International Digital Curation Conference) si concentra sulle attività di ricerca riguardo alla curatela digitale. Il Research Data Management Forum riunisce professionisti e istituzioni con diversi background e competenze, tra cui governi, editori, ricercatori, e finanziatori, i quali si focalizzano su particolari argomenti di comune interesse. Infine, i Data Managment Roadshows hanno lo scopo di incrementare la consapevolezza tra le università del Regno Unito riguardo l'assistenza che il DDC può offrire con la creazione o il miglioramento di servizi di ricerca sui dati.

## Storia
Jisc, un'organizzazione no-profit del Regno Unito, prese la decisione di fondare il Digital Curation Centre nel 2002, dopo aver già finanziato altri progetti nel campo della preservazione digitale. Il ricercatore Neil Beagrie riconobbe che una buona parte delle sfide richiedeva più della semplice conservazione dei materiali. Il termine curatela digitale fu coniato in riferimento a una più attiva gestione a lungo termine del materiale digitale. Il primo bando per la gestione del centro fu chiuso nel luglio del 2003, consentendo al programma britannico di e-science di aggiungere finanziamenti a favore di un programma di ricerca per completare l'operato sull'educazione e sulla difesa fondato da Jisc. Il bando rivisto nel luglio 2003 richiedeva offerte entro 18 settembre 2003 con l'intenzione di istituire il DCC all'inizio del 2004. La varietà di competenze richieste ha fatto sì che i finanziatori si aspettassero di ottenere offerte di collaborazione da una pluralità di centri. Dopo una selezione, il 26 novembre del 2003 vinse la proposta di un consorzio formato e guidato dall'Università di Edimburgo (che coinvolse la sua Scuola di Informatica, il Centro nazionale di e-science (Nesc), il centro nazionale di dati EDINA, il centro Arts and Humanities Research Council (AHRC) per gli studi sul diritto della proprietà intellettuale e della tecnologia), dallo Humanities Advanced Technology and Information Institute (HATII) dell'Università di Glasgow, dallo United Kingdom Office for Library and Information Networking (UKOLN) presso l'Università di Bath e il Science and Technology Facilities Council (STFC).
Il DDC divenne operativo a inizio 2004, con un lancio ufficiale il 5 novembre dello stesso anno presso l'e-science Institute di Edimburgo. Il Duca di Edimburgo avrebbe dovuto inaugurare il DCC, ma dovette partecipare ai funerali della principessa Alice e, per questo,venne sostituito da Lord Steward Sutherland Barone di Houndwood. Il primo direttore ad interim fu Peter Burnhill, già capo dell'EDINA. In seguito, gli susseguì Chris Rusbridge dal 21 febbraio 2005 al 19 aprile 2010, quando gli succedette Kevin Ashley. I direttori associati originari furono David Giaretta dell'STFC, Liz Lyon dell'Università di Bath e Seamus Ross dell'HATII.
Dopo i primi tre anni, Jisc finanziò due successive fasi del lavoro al DDC dal 2007 e dal 2010, in particolare, quest'ultimo continuò fino a marzo 2013. Dopo il 2013 il DCC ha proseguito le attività di ricerca e sviluppo finanziate da svariate sovvenzioni provenienti da altre fonti. Nel 2011, infine, il DDC ha ricevuto un finanziamento aggiuntivo dallo Universities Modernisation Fund (UMF) dello Higher Education Funding Council for England (HEFCE) per applicare le principali raccomandazioni indicate nel report del 2010 dal servizio nazionale inglese di ricerca sui dati (UK Research Data Service).